# American Association of Advertising Agencies
American Association of Advertising Agencies (4 A's) är en amerikansk branschorganisation som företräder fler än 600 reklambyråer i USA. Medlemsföretagen står för mer än 85% av all reklam som finansieras i landet.

## Historik
Branschorganisationen grundades den 4 juni 1917 i Saint Louis i Missouri av Southern Association of Advertising Agents (SAAA) tillsammans med regionala annonsörsföreningar för Boston, Chicago, New York och Philadelphia. SAAA hade dock redan försökt att bilda en nationell branschorganisation hela fem gånger sedan 1872 men alla gånger hade det dock misslyckats.

## Styrelsen
| Position                  | Namn               | Företag/Organisation |
| ------------------------- | ------------------ | -------------------- |
| Ordförande                | Abbey Klaassen     | Dentsu Creative      |
| Vice ordförande           | Christine Fruechte | Colle McVoy          |
| Vice ordförande           | Vita Harris        | FCB Global           |
| Kassör & mötessekreterare | Andrew Graff       | Allen & Gerritsen    |
| Ledamöter                 | Chris Boothe       | Publicis Media       |
| Ledamöter                 | Jason Gaikowski    | VML                  |
| Ledamöter                 | Amber Guild        | McCann Erickson      |
| Ledamöter                 | Matthew Harrington | Edelman              |
| Ledamöter                 | Kate MacNevin      | MRM Worldwide        |
| Ledamöter                 | Joe Maglio         | McKinney             |
| Ledamöter                 | Tim Maleeny        | Havas North America  |
| Ledamöter                 | Laura Maness       | Grey Global Group    |
| Ledamöter                 | Luis Montero       | The Community Agency |
| Ledamöter                 | Erin Riley         | TBWA Worldwide       |
| Ledamöter                 | Gina Smith         | Publicis Media       |
| Ledamöter                 | Steve Williams     | Group M              |
| President & VD            | Marla Kaplowitz    |                      |